# Edward Meyrick
Edward Meyrick (Ramsbury, 25 novembre 1854 – Thornhanger, Marlborough, 31 marzo 1938) è stato un entomologo inglese.

## Biografia
Membro della Royal Society si dedicò allo studio della sistematica degli insetti, in particolar modo dei Microlepidotteri. Affrontò l'analisi delle relazioni filogenetiche tra i diversi taxa con un approccio moderno, tanto che le successive conoscenze modificarono solo in piccola parte lo schema generale che ebbe a proporre.

Iniziò gli studi nel 1868 presso il Marlborough College, per poi trasferirsi nel 1873 presso il Trinity College di Cambridge, ove si laureò nel 1877.

Trascorse quindi oltre nove anni in Australia e Nuova Zelanda, dall'ottobre 1877 al dicembre 1886. In questo periodo insegnò presso la Sydney Grammar School (dal 1881) e la Cathedral Choir School di Christchurch (dal 1882), oltre ad iniziare gli studi sui Microlepidotteri. Durante questa fase pubblicò la monografia "Geometrina" (1884). Negli anni immediatamente successivi produsse vari lavori che prendevano in esame la fauna a Microlepidotteri dell'Oceania. In seguito si trasferì presso la King's School di Parramatta (1883-1886) e poi ancora al Marlborough College (1887-1914).

Meyrick divenne una vera autorità per quanto riguarda i microlepidotteri del Sudafrica e dell'Oceania, giungendo a creare una delle più grandi collezioni lepidotterologiche del mondo (oltre 100.000 esemplari), oggi conservata presso il Museo di Storia Naturale di Londra. Egli propose di dividere i lepidotteri in dieci "phyla", fondamentalmente in base alla diversa struttura della nervatura alare, caratteristica che riteneva "diagnostica" ai fini tassonomici, molto più che non la colorazione delle ali, che al contrario considerava secondaria in quanto "fisiologica", e pertanto alterabile da lievi influenze ambientali; questa apparentemente semplice constatazione rimane ancora oggi alla base di gran parte della sistematica entomologica.

Tra le tante pubblicazioni rimane monumentale l'opera Exotic Micro-lepidoptera, uscita in cinque volumi (per un totale di quasi 2.500 pagine), tra il 1912 ed il 1937.

## Pubblicazioni (elenco parziale)
- Meyrick, E., 1880. Descriptions of Australian Micro-Lepidoptera. III Tineina. Proceedings of the Linnean Society of New South Wales, 5: 132-182.
- Meyrick, E., 1881. Descriptions of Australian Micro-Lepidoptera. Proceedings of the Linnean Society of New South Wales, 6: 175-242.
- Meyrick, E. 1881. Descriptions of Australian Micro-lepidoptera. Proceedings of the Linnean Society of New South Wales 1 6(3): 1-706, su biodiversitylibrary.org.
- Meyrick, E., 1885. Descriptions of New Zealand Micro-Lepidoptera. Transactions and Proceedings of the New Zealand Institute, 18: 162-183.
- Meyrick, E., 1894. On a collection of Lepidoptera from Upper Burma. Transactions of the entomological Society of London, (1894): 1-30.
- Meyrick, E., 1895. A handbook of English Lepidoptera. vi + 843 pp. Macmillan, London and New York.
- Meyrick, E., 1897. Descriptions of Australian Microlepidoptera. XVII. Proceedings of the Linnean Society of New South Wales, 22: 297-435.
- Meyrick, E., 1898. Scientific Work in Local Societies. Marlborough College Natural History Society Report, 47: 65-68.
- Meyrick, E., 1902: Lepidoptera from the Chatham Islands. Transactions of the Entomological Society of London, 1902 [50 (3)]: 273-279. DOI: 10.1111/j.1365-2311.1902.tb02389.x BHL BUGZ
- Meyrick, E., 1907. Descriptions of Australasian Microlepidoptera. XIX. Plutellidae. Proceedings of the Linnean Society of New South Wales, 32: 47-150.
- Meyrick, E., 1908a. Descriptions of African Micro-Lepidoptera. Proceedings of the Zoological Society of London, 47: 719-756.
- Meyrick, E., 1908b. Descriptions of Indian Micro-Lepidoptera. VIII. Journal of the Bombay Natural History Society, 18 (4): 806-832.
- Meyrick, E., 1908c. New Micro-Lepidoptera from India and Burma. Records of the Indian Museum 2 (4): 395-400.
- Meyrick, E., 1909a. Descriptions of Transvaal Microlepidoptera. Annals of the Transvaal Museum, 2 (1): 1-28, 7-8 pls.
- Meyrick, E., 1909b. New South African Micro-Lepidoptera. Annals of the South African Museum, 5: 349-379.
- Meyrick, E., 1910. Descriptions of Microlepidoptera from Mauritius and the Chagos Islands. Transactions of the Entomological Society of London, 58: 366-377.
- Meyrick, E., 1911a. Descriptions of Transvaal Micro-Lepidoptera. II. Annals of the Transvaal Museum, 2 (4): 218-240.
- Meyrick, E., 1911b. Tortricina and Tineina [Indian Ocean]. Transactions of the Linnean Society of London, 14: 263-307.
- Meyrick, E., 1912a. Lepidoptera Heterocera (Tineae). Fam. Gracilariadae. In Wytsman, P. (ed.) Genera Insectorum, 128: 1-36, pl. 1.
- Meyrick, E., 1912b. Adelidae, Micropterygidae, Gracilariadae. In Wagner, H. (ed.). Lepidopterorum Catalogus. Pars 6. W. Junk, Berlin, 68 pp.
- Meyrick, E., 1912c. A revision of the New Zealand Caradrinina. Transactions and Proceedings of the New Zealand Institute, 44: 88-107.
- Meyrick, E., 1912-1916. Exotic Micro-lepidoptera Volume 1. Thornhanger, Marlborough, Wilts, 640 pp., 9 pls.
- Meyrick, E., 1913. A revision of the New Zealand Pyralidina. Transactions and Proceedings of the New Zealand Institute, 45: 30-51.
- Meyrick, E., 1914a. Descriptions of South African Micro-Lepidoptera. Annals of the Transvaal Museum, 4 (4): 187-205.
- Meyrick, E., 1914b. Descriptions of Indian Micro-Lepidoptera. XVIII. Journal of the Bombay Natural History Society, 23 (1): 118-130.
- Meyrick, E., 1915. Revision of the New Zealand Tineina. Transactions and Proceedings of the New Zealand Institute, 47: 205-244.
- Meyrick, E., 1916-1921. Exotic Micro-lepidoptera Volume 2. Thornhanger, Marlborough, Wilts, 480 pp.
- Meyrick, E., 1917a. Descriptions of South African Micro-Lepidoptera. Annals of the South African Museum, 17: 1-21.
- Meyrick, E., 1917b. Revision of the New Zealand Notodontina. Transactions and Proceedings of the New Zealand Institute, 49: 248-273.
- Meyrick, E., 1918. Descriptions of South African Micro-Lepidoptera. Annals of the Transvaal Museum, 6 (2): 7-59.
- Meyrick, E., 1920. Descriptions of South African Micro-Lepidoptera. Annals of the South African Museum, 17: 273-318.
- Meyrick, E., 1921a. Descriptions of South African Micro-Lepidoptera. Annals of the Transvaal Museum, 8 (2): 49-148.
- Meyrick, E., 1921b. New Microlepidoptera. Zoologische Mededeelingen, 6: 145-202.
- Meyrick, E., 1924-1930. Exotic Micro-lepidoptera Volume 3. Thornhanger, Marlborough, Wilts, 640 pp.
- Meyrick, E., 1926. New South African Micro-Lepidoptera. Annals of the South African Museum, 23: 325-351.
- Meyrick, E., 1928. A revised Handbook of British Lepidoptera. Watkins and Doncaster, London. vi+914 pp.
- Meyrick, E., 1930a. Descriptions of Australian Tineina. Transactions of the Royal Society of South Australia, 30: 33-68.
- Meyrick, E., 1930b. Microlepidoptera of Mauritius. Transactions of the Entomological Society of London, 78: 309-323.
- Meyrick, E., 1930-1936. Exotic Micro-lepidoptera Volume 4. Thornhanger, Marlborough, Wilts, 642 pp.
- Meyrick, E., 1932. Entomological expedition to Abyssinia, 1926-7. Microlepidoptera. Transactions of the Entomological Society of London, 80: 107-120.
- Meyrick, E., 1936-1937. Exotic Micro-lepidoptera Volume 5. Thornhanger, Marlborough, Wilts, 160 pp.
- Meyrick, E., 1938a. New Javanese Lepidoptera. Deutsche Entomologische Zeitschrift "Iris" zu Dresden, 52: 73-88.
- Meyrick, E., 1938b. Papuan Microlepidoptera. Transactions of the Royal Entomological Society of London, 87: 503-528.
- Meyrick, E., 1938c. Pterophoridae, Tortricina and Tineina. Exploration du Parc National Albert [1, mission g.f. de Witte], 14: 1-28, pl. 1-3.